# Вільгельм Рюманн
Вільгельм Рюманн (нім. Wilhelm Rümann; 9 листопада 1881, Ганновер — 31 березня 1946, Бад-Енгаузен) — німецький офіцер, контрадмірал крігсмаріне і оберфюрер СС.

## Біографія
10 квітня 1899 року вступив в кайзерліхмаріне. З 29 листопада 1904 по 6 березня 1905 року як офіцер роти морського артилерійського батальйону брав участь у придушенні повстання нама в Німецькій Південно-Західній Африці. Учасник Першої світової війни, з 1 серпня 1914 року — командир 11-ї, з 2 травня 1918 року — 5-ї, з 21 вересня по 20 грудня 1918 року — 6-ї флотилії торпедних катерів. З 7 по 26 березня 1919 року — командир роти 1-ї морської бригади. Після демобілізації армії залишений в рейхсмаріне. 30 вересня 1930 року вийшов у відставку.
В 1930 році вступив в НСДАП (квиток №1 331 914), 12 березня 1936 року — в СС (посвідчення №276 528). 30 січня 1937 року зарахований в штаб рейхсфюрера СС. З 1 липня 1936 по 1 жовтня 1938 року — головний виконавчий директор і начальник штабу Імперського колоніального союзу.
22 березня 1939 року переданий в розпорядження крігсмаріне. З 4 вересня 1939 року — комендант ділянки Гельголанд, з 10 лютого 1941 року — Куксгафен. 2 травня 1941 року захворів і був переданий в розпорядження командувача-адмірала військово-морської станції «Нордзе». Після одужання 9 червня 1942 року повернувся на посаду. 31 серпня 1942 року остаточно звільнений у відставку.

## Звання
- Морський кадет (10 квітня 1899)
- Фенріх-цур-зее (10 квітня 1900)
- Лейтенант-цур-зее (27 вересня 1902)
- Оберлейтенант-цур-зее (21 березня 1905)
- Капітан-лейтенант (19 квітня 1909)
- Корветтен-капітан (26 квітня 1917)
- Фрегаттен-капітан (1 листопада 1923)
- Капітан-цур-зее (1 квітня 1926)
- Контрадмірал запасу (30 вересня 1930)
- Штандартенфюрер СС (12 травня 1936)
- Оберфюрер СС (30 січня 1937)
- Контрадмірал до розпорядження (1 вересня 1940)

## Нагороди
- Орден Корони (Пруссія) 4-го класу з мечами (8 листопада 1904)
- Медаль «За кампанію в Південно-Західній Африці» в бронзі
- Орден Грифа, лицарський хрест з короною (15 вересня 1912)
- Залізний хрест 2-го і 1-го класу
- Військовий Хрест Фрідріха-Августа (Ольденбург) 2-го (із застібкою «Перед ворогом») і 1-го класу
- Галліполійська зірка (Османська імперія)
- Хрест «За вислугу років» (Пруссія) (25 років)
- Орден морських заслуг (Іспанія) 3-го класу, білий дивізіон (16 листопада 1928)
- Почесний хрест ветерана війни з мечами
- Почесний партійний знак «Нюрнберг 1929»
- Почесний кут старих бійців
- Кільце «Мертва голова»
- Почесна шпага рейхсфюрера СС
- Йольський свічник
- Застібка до Залізного хреста 2-го і 1-го класу
- Нагрудний знак морської артилерії
- Медаль «За вислугу років у НСДАП» в бронзі (10 років; 1940)